# Zingst
Zingst er en by og kommune i det nordøstlige Tyskland, beliggende under Landkreis Vorpommern-Rügen i delstaten Mecklenburg-Vorpommern. Kommunen ligger på halvøen Fischland-Darß-Zingst.

## Historie
Omkring år 1700 var de vigtigste indtægtskilder i Zingst foruden træ og brunkulsbrydning, fiskeriet og i lidt mindre grad landbruget. Allerede tidligt var søfarten vigtig for Zingst. Fiskeriet og forbindelsen til fastlandet var livsnødvendig. I det 16. og det 17. århundrede kom yderligere træ- og kvægtransport til. Sådan opstod der skibsforbindelser til øens ejendomme, Stralsund og byen Barth, som udnyttede skoven og engene på øen. I løbet af det 18. århundrede forøgedes skibstrafikken, og dermed kom også større skibe og mere fragt til og fra øen. Zingst besad, på grund af den gode beliggenhed ved Bodden og de dengang endnu to tilgange til Østersøen (Prerower Strom og gennem det smalle sund ved Barhöft), ideelle forudsætninger for skibshandel. Der blev overvejende udskibet træ og korn til Skandinavien. I det 18. århundrede lykkedes det Zingst at overgå Barth i handelen med varer. For Zingst begyndte den gyldne tid med sejlskibsfarten. Skibe og besætninger fra byen befarede Østersøen, Nordsøen, Middelhavet og oceanerne. Handelens økonomiske betydning forøgedes voldsomt.
Under genoprustningen før 2. verdenskrig manglede det nyopbyggede tyske luftvåben et bombenedkastnings- og skydeområde. Valget faldt på et engområdet "Sundischen Wiesen" på den østlige del af halvøen Zingst. Den 30. juni 1937 blev beboerne tvangsflyttet. I selve Zingst opstod der i den østlige del en garnison med en luftværnsartilleriskole. Efter en kort afbrydelse benyttede også DDR's Nationale Volksarmee området til luftværnsartilleriøvelser. Desuden blev den sydlige del af halvøen inddraget til et afspærret militært område, som blandt andet husede en uddannelsesenhed for det sovjetiske luftværnsmissil SA-4 G. På øvelsespladsen blev der endvidere i perioden mellem 1970 og 1992 gennemført forskellige forsøg med højdeforskningsraketter. Den 31. december 1990 blev den militære DDR-øvelsesplads nedlagt. Efter den tyske genforening blev Zingst en Bundeswehrgarnison. I 1993 lukkede alle de militære aktiviteter på halvøen Zingst, og øvelsesområderne blev en del af Nationalpark Vorpommersche Boddenlandschaft. De militære anlæg og bygninger blev overgivet til brug for civile formål.

## Turisme
- Zingster Hafen i byen er en lille havn med 42 liggepladser ved Zingster Strom. Den er anliggerplads for turistbådene "Weißen Flotte" og huser endvidere en fiskehandel.
- I Zingst er der et eksperimentarium med 25 til 30 interaktive legeapparater og eksperimenter på områderne, mekanik, optik og elektroteknik. Ved siden af befinder der sig oplevelseslegeplads.